# 猪又酒造
猪又酒造株式会社（いのまたしゅぞう）は、新潟県糸魚川市の造り酒屋である。

## 沿革
- 1890年（明治23年）　-　創業 [1]
- 1927年（昭和02年）　-　『月不見の池』（つきみずのいけ）発売
- 1953年（昭和28年）　-　現在の「猪又酒造株式会社」を設立
- 1964年（昭和39年）　-　県内では先駆けて純米酒造りに着手
- 1965年（昭和40年）　-　純米吟醸『奴奈姫（ぬなひめ）』発売
- 1979年（昭和54年）　-　醸造用糖類の無添加開始

## 月不見の池
火打山、焼山を源流とする早川に由来し、藤の名所である早川谷「月不見の池」と同水系の伏流水を用いた、その名所にふさわしい酒として知られる。原料米は60％精白した地元産の五百万石や山田錦など。平成7、8、12、13、16年度の「全国新酒鑑評会」で金賞受賞。大吟醸酒、純米吟醸酒、純米酒、本醸造酒、普通酒がある。麹造りに重きを置き、『越乃寒梅』の麹室の設計者に指導を受け、麹室を作り換えた。

## 奴奈姫
地元に残る奴奈川姫伝説から名付けた純米吟醸酒。原料米には五百万石と山田錦を用い、精米歩合50％で仕込む。仕込み水には上記「月不見の池」と同じ伏流水を用いている。

## その他の銘柄
『大地の虎』『大地の翠』という銘柄も醸造している（外部での販売）。